# 사이버한국외국어대학교
사이버한국외국어대학교(사이버韓國外國語大學校, Cyber Hankuk University of Foreign Studies)는 서울특별시 동대문구에 위치한 사립 사이버 대학이다. 한국외국어대학교 캠퍼스 내에 대학본부가 위치한다. 1997년 7월 학교법인 동원육영회에가 설치한 한국외국어대학교 멀티미디어 외국어 연구센터가 가상대학 프로그램 시범운영 대학 사업의 일환으로 체계가 개편되어 현재에 이르고 있다. 2003년 11월 교육인적자원부로부터 4년제 학사학위 과정 설립승인을 받아 2004년 3월 사이버외국어대학교로 개교하였다. 2008년 4월 현재의 사이버한국외국어대학교로 교명을 변경하였다.

## 연혁
- 2023. 05 사이버한국외국어대학교 제2교사 착공식
- 2022. 02 한국국제교류재단 2022~2024 KF 글로벌 e-스쿨 한국어교육 사업 협약 체결
- 2021. 07 2021년 한국형 온라인 공개강좌(K-MOOC) 운영 사업 협약 체결
- 2020. 12 차세대 글로벌 LMS(학습관리시스템) 구축
- 2020. 07 마이크로러닝센터 마이크로러닝 시범강좌 오픈
- 2020. 06 사이버한국외국어대학교 크리에이티브 스튜디오 1호·2호 개관
- 2016. 08 사이버한국외국어대학교 Full-HD 스튜디오 4호 개관식
- 2016. 03 아시아 6개국 11개 외국어대학 ‘아시아 지역 외국어대 협의체’ 발족
- 2015. 12 ‘학습동기를 반영하여 번들 및 클립을 추천하는 기능을 구비하는 과목이수 관리시스템 및 과목이수관리방법’ 특허 출원
- 2015. 02 글로벌 CDN(Content Delivery Network) 서비스 도입
- 2014. 05 개교 10주년 기념식
- 2013. 08 사이버한국외국어대학교 신축교사 준공
- 2012. 08 사이버한국외국어대학교 평생교육원 개원
- 2012. 03 사이버한국외국어대학교 TESOL대학원 개원
- 2012. 02 사이버한국외국어대학교 신축교사 기공식
- 2010. 08 사이버한국외국어대학교 모바일캠퍼스 구축
- 2008. 10 고등교육법 전환 최종 인가
- 2008. 04 사이버한국외국어대학교로 교명 변경 인가
- 2007. 06 교육인적자원부 원격대학 종합평가 전영역 우수대학 선정
- 2004. 03 사이버외국어대학교 개교
- 1997. 07 한국외국어대학교 멀티미디어 외국어 연구센터 설립

## 교육편제

### 학부
2023년 12월 기준, 사이버한국외국어대학교 대학 과정에는 ▲영어학부 ▲중국어학부 ▲일본어학부 ▲한국어학부 ▲스페인어학부 ▲베트남·인도네시아학부 ▲산업안전·주택관리학부 ▲다문화·심리상담학부 ▲K뷰티학부 ▲마케팅·경영학부 ▲지방 행정·의회 학부 등 11개 학부가 있다.
| 학부 |
| --- |
| - 영어학부 - 중국어학부 - 일본어학부 - 한국어학부 - 스페인어학부 - 베트남·인도네시아학부 - 산업안전·주택관리학부 - 다문화·심리상담학부 - K뷰티학부 - 마케팅·경영학부 - 지방 행정·의회 학부 |

### 대학원
사이버한국외국어대학교는 특수대학원 1개원을 운영 중에 있다.
- TESOL대학원

## 같이 보기
- 한국외국어대학교